# دستور آفرینش
دستور آفرینش (انگلیسی: Creation mandate) در اخلاق مسیحی اصلاح‌شده یا کالوینیسم، دستورهای خلقت یا احکام خلقت احکامی هستند که به آدم و حوا در روایت آفرینش داده شده‌است. اینها قبل از شریعت موسی هستند و اغلب تصور می‌شود که برای همه مردم نه تنها مسیحیان نیز اعمال می‌شود. آنها عبارتند از: فرمان فرهنگی بارور باشید و کثیر شوید، از جمله دیدگاه مسیحیان در مورد ازدواج و تولیدمثل (آفرینش ۱:۲۸), شغل (کسب و کار) (آفرینش ۲:۱۵). و سبت (روز تعطیل دینی)